# Saison 1991-1992 du Club athlétique briviste
Cette page présente la saison 1991-1992 du Club athlétique briviste.

## Entraîneurs
Pour la saison 1991-1992, l'équipe du CA Brive est entrainée par Jean-Michel Daures.

## Transferts

### Départs
| Joueur        | Poste(s)             | Nationalité | Destination       |
| ------------- | -------------------- | ----------- | ----------------- |
| Said Filali   | troisième ligne aile | France      | Castres olympique |
| Denis Jack    | demi d'ouverture     | France      | US Souillac       |
| Daniel Urruty | centre               | France      | US Argentat       |
| Serge Vernat  | pilier               | France      | UA Libourne       |

### Arrivées
| Joueur             | Poste(s)             | Nationalité | Club précédent |
| ------------------ | -------------------- | ----------- | -------------- |
| Alain Bellarbre    | pilier               | France      | CA Pompadour   |
| Alexandre Bouyssié | ailier               | France      | US Caussade    |
| Alain Guettache    | demi d'ouverture     | France      | US Fumel       |
| Rodolphe Michaud   | pilier               | France      | AS Montferrand |
| Stéphane Suszylo   | troisième ligne aile | France      | US Ussel       |

## Effectif 1991-1992
| Nom                   | Poste                | Nationalité sportive | Dernier club         | Arrivée au club |
| --------------------- | -------------------- | -------------------- | -------------------- | --------------- |
| Didier Doumbia        | Talonneur            | France               | Formé au club        | 1990            |
| Rémi Boutot           | Talonneur            | France               | Formé au club        | 1983            |
| Christian Vojetta     | Talonneur            | France               | Formé au club        | 1991            |
| Éric Alabarbe         | Pilier               | France               | Stade Belvèsois      | 1981            |
| Alain Bellarbre       | Pilier               | France               | CA Pompadour         | 1991            |
| Richard Crespy        | Pilier               | France               | Formé au club        | 1988            |
| Michel Delfour        | Pilier               | France               | Formé au club        | 1991            |
| Rodolphe Michaud      | Pilier               | France               | AS Montferrand       | 1991            |
| Bernard Meyrignac     | Pilier               | France               | Formé au club        | 1988            |
| Stéphane Soleilhavoup | Deuxième ligne       | France               | Formé au club        | 1991            |
| Éric Alégret          | Deuxième ligne       | France               | CA Sarlat            | 1984            |
| Bernard Louradour     | Deuxième ligne       | France               | Formé au club        | 1989            |
| Sylvain Dubois        | Deuxième ligne       | France               | Formé au club        | 1990            |
| Jean-Luc Meyrignac    | Deuxième ligne       | France               | Formé au club        | 1989            |
| Christophe Larroque   | Deuxième ligne       | France               | Lombez Samatan club  | 1991            |
| Christian Martin      | Deuxième ligne       | France               | Formé au club        | 1991            |
| Stéphane Suszylo      | Troisième ligne aile | France               | US Ussel             | 1991            |
| Pierre Nouaille       | Troisième ligne aile | France               | Formé au club        | 1990            |
| Loïc Van der Linden   | Troisième ligne aile | France               | Rugby club auxerrois | 1986            |
| Christian Dalla Riva  | Troisième ligne      | France               | SC Angoulême         | 1984            |
| Franck Rollès         | Troisième ligne      | France               | US Montauban         | 1990            |
| Anthony Dumas         | Demi de mêlée        | France               | Formé au club        | 1990            |
| Bruno Marty           | Demi de mêlée        | France               | -                    | 1990            |
| Alain Guettache       | Demi d'ouverture     | France               | US Fumel             | 1991            |
| Alain Penaud          | Demi d'ouverture     | France               | Formé au club        | 1987            |
| Jean-Marie Soubira    | 3/4 centre           | France               | Formé au club        | 1989            |
| Laurent Burg          | 3/4 centre           | France               | Formé au club        | 1985            |
| Didier Faugeron       | 3/4 aile             | France               | Formé au club        | 1982            |
| Alexandre Bouyssié    | 3/4 aile             | France               | US Caussade          | 1991            |
| Christophe Deschamps  | 3/4 aile             | France               | USA Limoges          | 1983            |
| Sébastien Viars       | 3/4 aile, Arrière    | France               | Stade aurillacois    | 1990            |
| Patrick Brachet       | 3/4 aile, Arrière    | France               | Formé au club        | 1984            |

## La saison
Le championnat de France débute à Mazamet le 31 août 1991. Dans le groupe A, les Brivistes se qualifient pour les seizièmes en terminant deuxièmes de leur poule. Ils remportent tous leurs matchs à domicile, en Championnat comme en Challenge Yves du Manoir. À l’extérieur, ils concèdent un nul et s’inclinent quatre fois. Brive affronte en huitièmes de finale le Biarritz olympique de Serge Blanco à Agen et perd 26 à 18. Brive perd de nouveau en huitièmes de finale du championnat. En Challenge Yves du Manoir, en phases de poule, il gagne ses trois matchs à domicile contre Toulouse, Graulhet et Montferrand, s’impose à Graulhet et au Stade Marcel Michelin. Arrivés en quart de finale, les Brivistes sont alors éliminés par Narbonne, au Stade des Sept Deniers de Toulouse sur le score de 12 à 3.
| Match | Date         | Compétition              | Tour-Journée   | Adversaire         | Lieu | Score |
| ----- | ------------ | ------------------------ | -------------- | ------------------ | ---- | ----- |
| 1     | 17 août      | Challenge Yves du Manoir | 1re            | SC Graulhet        | E    | 16–10 |
| 2     | 24 août      | Challenge Yves du Manoir | 2e             | AS Montferrand     | D    | 30-6  |
| 3     | 31 août      | Championnat              | 1re            | SC Mazamet         | E    | 3-15  |
| 4     | 7 septembre  | Championnat              | 2e             | Stade montois      | D    | 39-16 |
| 5     | 21 septembre | Championnat              | 3e             | AS Béziers         | E    | 20-10 |
| 6     | 27 septembre | Challenge Yves du Manoir | 3e             | Stade toulousain   | E    | 6-29  |
| 7     | 5 octobre    | Challenge Yves du Manoir | 4e             | SC Graulhet        | D    | 39-16 |
| 8     | 13 octobre   | Challenge Yves du Manoir | 5e             | AS Montferrand     | E    | 25-13 |
| 9     | 19 octobre   | Challenge Yves du Manoir | 6e             | Stade toulousain   | D    | 16-15 |
| 10    | 10 novembre  | Championnat              | 4e             | SU Agen            | D    | 14-6  |
| 11    | 16 novembre  | Championnat              | 5e             | FC Lourdes         | E    | 17–6  |
| 12    | 24 novembre  | Championnat              | 6e             | Stadoceste tarbais | E    | 21-21 |
| 13    | 1er décembre | Championnat              | 7e             | FCS Rumilly        | D    | 50-4  |
| 14    | 7 décembre   | Championnat              | 8e             | Stade bordelais UC | E    | 18-12 |
| 15    | 15 décembre  | Championnat              | 9e             | Section paloise    | D    | 6-3   |
| 16    | 22 décembre  | Championnat              | 10e            | SC Mazamet         | D    | 23-4  |
| 17    | 5 janvier    | Championnat              | 11e            | Stade montois      | E    | 16-7  |
| 18    | 12 janvier   | Championnat              | 12e            | AS Béziers         | D    | 27-7  |
| 19    | 19 janvier   | Championnat              | 13e            | SU Agen            | E    | 9-23  |
| 20    | 26 janvier   | Championnat              | 14e            | FC Lourdes         | D    | 33-9  |
| 21    | 9 février    | Championnat              | 15e            | Stadoceste tarbais | D    | 25-16 |
| 22    | 23 février   | Championnat              | 16e            | FCS Rumilly        | E    | 6-24  |
| 23    | 15 mars      | Championnat              | 17e            | Stade bordelais UC | D    | 17-6  |
| 24    | 29 mars      | Challenge Yves du Manoir | 1/4 de finale  | RC Narbonne        | N    | 3-12  |
| 25    | 5 avril      | Championnat              | 18e            | Section paloise    | E    | 10-15 |
| 26    | 25 avril     | Championnat              | 1/16 de finale | Stade montois      | N    | 15-12 |
| 27    | 9 mai        | Championnat              | 1/8 de finale  | Biarritz olympique | N    | 18-26 |

## Bilan

### Bilan sportif
| Compétition              | Résultat              | Matchs joués | Victoires | Matchs nuls | Défaites | Points marqués | Points concédés | Score moyen |
| ------------------------ | --------------------- | ------------ | --------- | ----------- | -------- | -------------- | --------------- | ----------- |
| Championnat              | huitième de finaliste | 20           | 14        | 1           | 5        | 387            | 242             | 19-12       |
| Challenge Yves Du Manoir | quart de finaliste    | 7            | 5         | 0           | 2        | 132            | 98              | 19-14       |
| Totaux                   | -                     | 27           | 19        | 1           | 7        | 519            | 340             | 19-13       |

#### Bilan à domicile
| Compétition              | Matchs joués | Victoires | Matchs nuls | Défaites | Points marqués | Points concédés | Score moyen |
| ------------------------ | ------------ | --------- | ----------- | -------- | -------------- | --------------- | ----------- |
| Championnat              | 9            | 9         | 0           | 0        | 234            | 71              | 26-8        |
| Challenge Yves Du Manoir | 3            | 3         | 0           | 0        | 82             | 34              | 27-11       |
| Total                    | 12           | 12        | 0           | 0        | 316            | 105             | 26-9        |

#### Bilan à l'extérieur
| Compétition              | Matchs joués | Victoires | Matchs nuls | Défaites | Points marqués | Points concédés | Score moyen |
| ------------------------ | ------------ | --------- | ----------- | -------- | -------------- | --------------- | ----------- |
| Championnat              | 9            | 4         | 1           | 4        | 120            | 133             | 13-15       |
| Challenge Yves Du Manoir | 3            | 2         | 0           | 1        | 47             | 52              | 16-17       |
| Total                    | 12           | 6         | 1           | 5        | 167            | 185             | 14-15       |

### Bilan par joueur
| Joueur                | Poste             | Championnat | Championnat | Championnat | Championnat | Challenge Yves du Manoir | Challenge Yves du Manoir | Challenge Yves du Manoir | Challenge Yves du Manoir | Total   | Total | Total | Total | Total |
| Joueur                | Poste             | Tit.        | Rem.        | E           | Pts         | Tit.                     | Rem.                     | E                        | Pts                      | Matches | Tit.  | Rem.  | E     | Pts   |
| --------------------- | ----------------- | ----------- | ----------- | ----------- | ----------- | ------------------------ | ------------------------ | ------------------------ | ------------------------ | ------- | ----- | ----- | ----- | ----- |
| Didier Doumbia        | talonneur         | 8           | 1           | 0           | 0           | 1                        | 1                        | nc                       | nc                       | 11      | 9     | 2     | nc    | nc    |
| Rémi Boutot           | talonneur         | 3           | 0           | 0           | 0           | 5                        | 0                        | nc                       | nc                       | 8       | 8     | 0     | nc    | nc    |
| Christian Vojetta     | talonneur         | 5           | 3           | 0           | 0           | 1                        | 2                        | nc                       | nc                       | 11      | 6     | 5     | nc    | nc    |
| Michel Delfour        | pilier            | 0           | 1           | 0           | 0           | 0                        | 0                        | nc                       | nc                       | 1       | 0     | 1     | nc    | nc    |
| Richard Crespy        | pilier            | 15          | 0           | 2           | 8           | 4                        | 1                        | nc                       | nc                       | 20      | 19    | 1     | nc    | nc    |
| Eric Alabarbe         | pilier            | 15          | 2           | 1           | 4           | 6                        | 0                        | nc                       | nc                       | 23      | 21    | 2     | nc    | nc    |
| Rodolphe Michaud      | pilier            | 10          | 3           | 0           | 0           | 4                        | 0                        | nc                       | nc                       | 17      | 14    | 3     | nc    | nc    |
| Bellarbre             | pilier            | 2           | 1           | 0           | 0           | 0                        | 0                        | nc                       | nc                       | 3       | 2     | 1     | nc    | nc    |
| Stéphane Soleilhavoup | 2e ligne          | 0           | 3           | 0           | 0           | 0                        | 2                        | nc                       | nc                       | 5       | 0     | 5     | nc    | nc    |
| Jean-Luc Meyrignac    | 2e ligne          | 0           | 3           | 0           | 0           | 0                        | 1                        | nc                       | nc                       | 4       | 0     | 4     | nc    | nc    |
| Christophe Larroque   | 2e ligne          | 19          | 0           | 1           | 4           | 6                        | 1                        | nc                       | nc                       | 26      | 25    | 1     | nc    | nc    |
| Bernard Louradour     | 2e ligne          | 16          | 0           | 0           | 0           | 4                        | 2                        | nc                       | nc                       | 22      | 20    | 2     | nc    | nc    |
| Christian Martin      | 2e ligne          | 1           | 0           | 0           | 0           | 0                        | 0                        | nc                       | nc                       | 1       | 1     | 0     | nc    | nc    |
| Eric Alégret          | 2e ligne          | 3           | 0           | 0           | 0           | 4                        | 1                        | nc                       | nc                       | 8       | 7     | 1     | nc    | nc    |
| Franck Rolles         | 3e ligne          | 18          | 1           | 5           | 20          | 6                        | 0                        | nc                       | nc                       | 25      | 24    | 1     | nc    | nc    |
| Sylvain Dubois        | 3e ligne          | 1           | 0           | 0           | 0           | 0                        | 0                        | nc                       | nc                       | 1       | 1     | 0     | nc    | nc    |
| Loic Van der Linden   | 3e ligne          | 18          | 2           | 3           | 12          | 5                        | 2                        | nc                       | nc                       | 27      | 23    | 4     | nc    | nc    |
| Christian Dalla Riva  | 3e ligne          | 14          | 0           | 3           | 12          | 5                        | 0                        | nc                       | nc                       | 19      | 19    | 0     | nc    | nc    |
| Stéphane Suszylo      | 3e ligne          | 6           | 8           | 0           | 0           | 3                        | 0                        | nc                       | nc                       | 17      | 9     | 8     | nc    | nc    |
| Pierre Nouaille       | 3e ligne          | 6           | 4           | 1           | 4           | 2                        | 2                        | nc                       | nc                       | 14      | 8     | 6     | nc    | nc    |
| Bruno Marty           | Demi de mêlée     | 11          | 1           | 3           | 12          | 5                        | 0                        | nc                       | nc                       | 17      | 16    | 1     | nc    | nc    |
| Anthony Dumas         | Demi de mêlée     | 9           | 1           | 1           | 4           | 2                        | 0                        | nc                       | nc                       | 12      | 11    | 1     | nc    | nc    |
| Alain Penaud          | Demi d'ouverture  | 18          | 1           | 2           | 79          | 6                        | 0                        | nc                       | nc                       | 25      | 24    | 1     | nc    | nc    |
| Alain Guettache       | Demi d'ouverture  | 5           | 2           | 0           | 3           | 1                        | 2                        | nc                       | nc                       | 10      | 6     | 4     | nc    | nc    |
| Jean-Marie Soubira    | 3/4 centre        | 20          | 0           | 1           | 4           | 7                        | 0                        | nc                       | nc                       | 27      | 27    | 0     | nc    | nc    |
| Laurent Burg          | 3/4 centre        | 17          | 0           | 2           | 8           | 6                        | 0                        | nc                       | nc                       | 23      | 23    | 0     | nc    | nc    |
| Didier Faugeron       | 3/4 aile          | 18          | 0           | 5           | 20          | 7                        | 0                        | nc                       | nc                       | 25      | 25    | 0     | nc    | nc    |
| Alexandre Bouyssié    | 3/4 aile          | 16          | 0           | 9           | 36          | 5                        | 0                        | nc                       | nc                       | 21      | 21    | 0     | nc    | nc    |
| Christophe Deschamps  | 3/4 aile          | 1           | 0           | 0           | 0           | 0                        | 0                        | nc                       | nc                       | 1       | 1     | 0     | nc    | nc    |
| Sébastien Viars       | 3/4 aile, arrière | 18          | 0           | 4           | 148         | 6                        | 0                        | nc                       | nc                       | 24      | 24    | 0     | nc    | nc    |
| Patrick Brachet       | 3/4 aile, arrière | 7           | 0           | 1           | 9           | 4                        | 1                        | nc                       | nc                       | 12      | 11    | 1     | nc    | nc    |